# 送行提灯

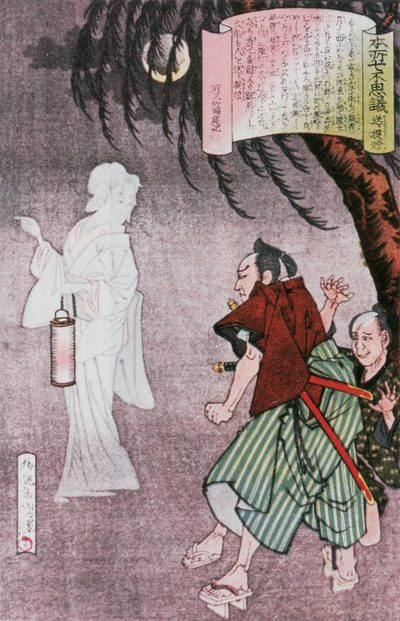
『本所七不思議之內送提燈』（送行提燈）三代目歌川國輝・畫

送行提燈（送り提燈，おくりちょうちん）是以本所（東京都墨田區）為舞台的怪談本所七大不可思議之一。

## 概要
夜行之人前面出現提燈，提燈搖搖擺擺，忽暗忽明，如同主人家挑燈送客，跟著它走的話會發現自己迷路了，而往往這個時候，提燈就會消失，如果走的太近的話，提燈也會消失，如果走和它指示相反的方向的話，提燈又會反過來追。 
石原割下水有「提燈小僧」的傳說：夜行之人突然看到有小田原提燈出現，逃跑時突然轉身，卻看到追趕的提燈突然消失，然後又圍繞著行人前後左右地不斷來回。被認為是和送行提燈一樣的妖怪。
也有人認為送行提燈同本所七大不可思議之一的「送行拍子木」是類似的妖怪。 。

## 腳註
1. 1 2  岡崎柾男. . 下町タイムス社. 1983: 28–31 頁. ISBN 978-4-7874 -9015-5.
2. ↑  柴田宵曲. . ちくま文庫. 筑摩書房. 2005: 79頁. ISBN 978-4-480-42108-1.
3. ↑  墨田區區長室編. . 史跡あちこち 改訂第3 版. 墨田區區長室. 1982: 6頁.